# Tommy Wonder
Tommy Wonder, artiestennaam van Jacobus Maria Bemelman (29 november 1953 – 26 juni 2006), was een Nederlands goochelaar.
Tommy Wonder studeerde na de middelbare school drie jaar aan de "Academie voor Podiumvorming" in Den Haag, waar naast acteren, dans en zang werd onderwezen. Hierna was hij twee jaar werkzaam bij het toneelgezelschap "De Haagsche Comedie". Hij trad op in diverse landen, waaronder Japan, Australië, Argentinië, Canada, Verenigde Staten en vrijwel alle landen van West-Europa. Hij was te gast in diverse televisieprogramma's in Nederland, Engeland, Portugal, de VS, Japan, Duitsland, Italië, Spanje, Frankrijk en Argentinië.
Slechts enkele dagen voor zijn overlijden aan longkanker ontving Tommy Wonder op het Nationaal Congres voor de Goochelkunst tijdens het gala op 17 juni 2006 een staande ovatie. Het zou zijn laatste zijn.

## Carrière en prijzen
- 1978: Winnaar van de talentenjacht "Plankenkans" (georganiseerd door Joop van den Ende en uitgezonden bij de KRO-televisie).
- 1979: Gedeelde eerste prijs Micro Magic op het wereldkampioenschap goochelen in Brussel.[1]
- 1995: Winnaar Gouden Speld (onderscheiding uitgereikt door de Nederlandse Magische Unie).
- 1988: Tweede prijs General Magic op het wereldkampioenschap goochelen in Den Haag.[2][3]
- 1998: Winnaar "Performing Fellowship Award" van de "Academy of Magical Arts" in Hollywood, de "Oscar" van de goochelwereld. Tommy Wonder is naast Fred Kaps en Richard Ross en Flip Hallema de enige goochelende entertainer in Nederland die ooit een "Fellowship Award" heeft mogen ontvangen.
- 1999: Onderscheiding "Best Sleight of Hand Award" op de World Magic Awards in Los Angeles.
- 2000: Door het grootste internationale goochelvakblad, MAGIC, uitgeroepen tot een van de honderd goochelaars die het goochelen in de afgelopen eeuw het meest beïnvloed hadden.
- 2006: Op 5 augustus dit jaar ontving Tommy Wonder postuum de Theory & Philosophy Award op de FISM-wereldkampioenschappen Goochelen in Stockholm.

## Publicaties
Tommy Wonder schreef twee goochelboeken, die als titel hebben "The Books of Wonder", uitgegeven in 1996 in de VS. Beide boeken worden gezien als toonaangevend in de goochelwereld. Ook van zijn hand zijn "Visions of Wonder", een drietal dvd's/video's.